# Green River (Utah)
Green River ist eine Ortschaft im US-Bundesstaat Utah an den Ufern des Green River. Das U.S. Census Bureau hat bei der Volkszählung 2020 eine Einwohnerzahl von 847 ermittelt.

## Geschichte
Der Ort Green River entstand dadurch, dass die Amerikanische Post hier seit 1876 einen Fähre benutzte, um Post über den Green River zu transportieren. Diese wurde aber auch von Farmern für den Handel mit Vieh und auch von den Siedlertrecks benutzt, welche damals nach Westen zogen.
1883 kam die Eisenbahn in den Ort, der damals aus 3 Familien bestand. Ursprünglich kamen diese 3 Familien hierher, um an den fruchtbaren Ufern des Green River Landwirtschaft zu betreiben und die Fähre zu bedienen.
Sehr schnell entstand eine größere Zeltstadt der Eisenbahnarbeiter, die an einer Brücke über den Green River sowie an dem Ausbau der Eisenbahnstrecke arbeiteten.
Der Ort wurde zu einem Versorgungspunkt für die Eisenbahn, um die Lokomotiven zu warten und als Übernachtungsstopp für die Reisenden.
Heute hat der Ort durch die Lage an der Interstate I-70 eine wichtige Position, als Ort für einen Tankstopp bzw. Rast mitten in der Wüste. Hier existieren mehrere Tankstellen, ein KOA Campground und mehrere Motels. Des Weiteren gibt es auch einen kleinen Flugplatz und eine Anbindung an das Amtrak-Personenverkehrsnetz.

## Green River Test Site
1964 entstand in einem großen Areal in der Wüste nahe dem kleinen, damals bevölkerungsmäßig sehr dezimierten Ort die Green River Test Site. Von 1964 bis 1973 startete die US Air Force hier unter anderem 141 Athena-Forschungsraketen.
Die Air Force Base ist nun stillgelegt und für Zivilisten zugänglich. Noch immer kann man die Abschussrampen und die Bunker inmitten der Wüste betreten.

## Crystal Geyser
Am wohl wichtigsten ist ein Kaltwassergeysir, der sogenannte Crystal Geyser an den Ufern des Green River, etwa 8 km stromabwärts der Ortschaft Green River. Seine durchschnittliche Wassertemperatur beträgt 18 °C. Er schießt in unregelmäßigen Abständen eine schwefelhaltige Wasserfontäne in die Luft:
ca. 66 % der Ausbrüche ereigneten sich etwa 8 Stunden, der Rest etwa 22 Stunden nach dem vorherigen Ausbruch; sein Verhalten ist also „bimodal“.

### Mineralogie
Das Gebiet um den heutigen Geysir ist mit einer dicken Schicht aus orangefarbenem Travertin bedeckt.
Der Travertin besteht aus Schichten, die abwechselnd hochporös oder eisenoxidreichen sind, wovon die Färbung herrührt. In den Becken um den Schlot bilden sich Pisoide („Perlen“) aus.
In der Nähe des Schlots ist Aragonit vorhanden, in größerer Entfernung wird dieser durch Calcit mit wenig Spuren an Magnesium (Magnesit) ersetzt.

### Ökologie
Wahrscheinlich sind Bakterien der Gattung Leptothrix für die eisenhaltigen frutexit-artigen Lamellen im Travertin verantwortlich. Gefunden wurden per Metagenomanalysen auch Hinweise auf Bakterien des Phylums Atribacterota (alias Candidate division OP9/JS1). Diese gehören einer (mit Stand Juli 2022) noch nicht offiziell beschriebenen Gattung mit provisorischen Bezeichnungen JS1-7/Genus 4 alias CG2-30-33-13 an, wie beispielsweise das MAG mit der Bezeichnung „Crystal Geyser aquifer MAG-34_18“ aus der vermuteten Spezies Ca. Atribacteria bacterium CG_4_8_14_3_um_filter_34_18 oder CG2-30-33-13 sp002782675.
Metagenomanalysen deuten außerdem auf das Vorkommen von Archaeen aus den Gruppen Diapherotrites und Altiarchaeota (beide in der DPANN-Supergruppe) hin. Mikroben sind auch verantwortlich für die grüne Färbung an einigen Stellen.

### Bildergalerie

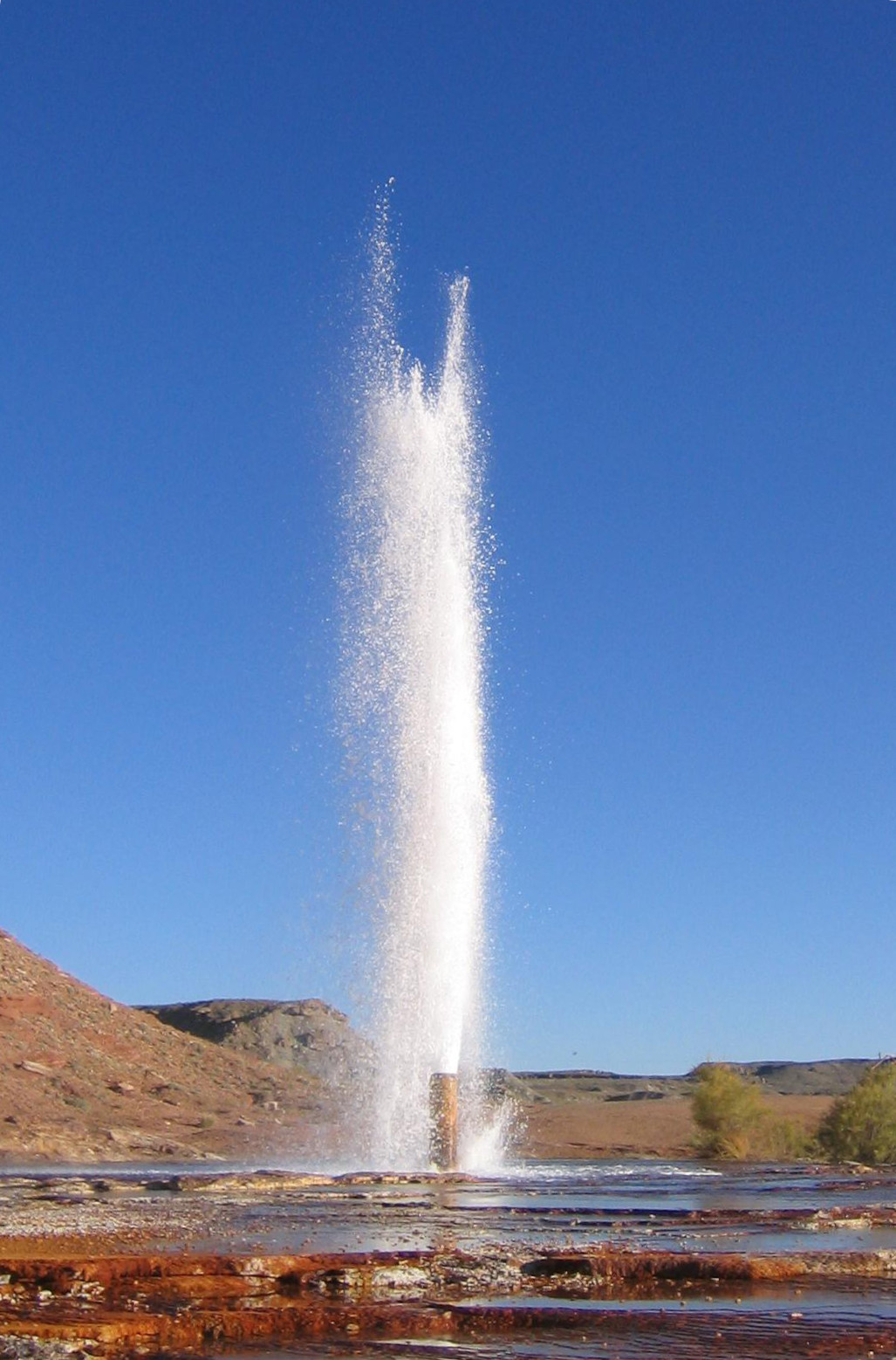
Ein Ausbruch des Crystal Geyser (11. Oktober 2005).
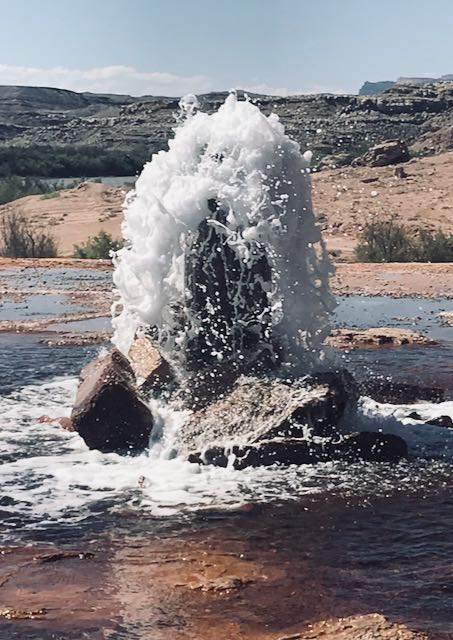
Ausbruch (2. Juli 2020)
Ablagerungen von Travertin (Flussstein, en. flowstone) am Crystal Geyser
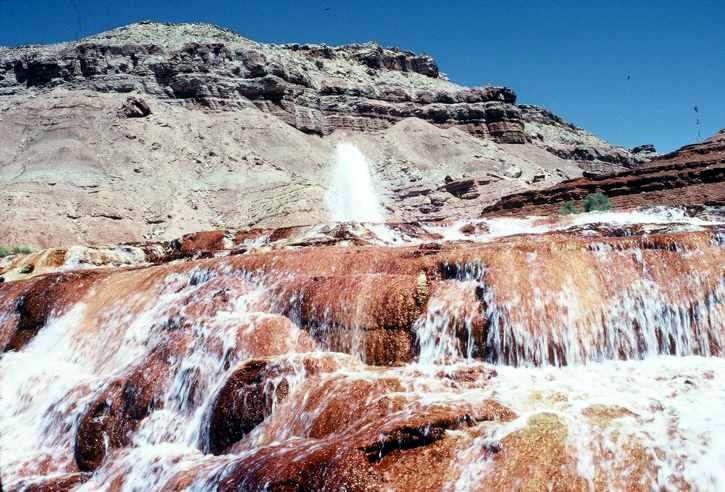
Ablagerungen am Crystal Geyser
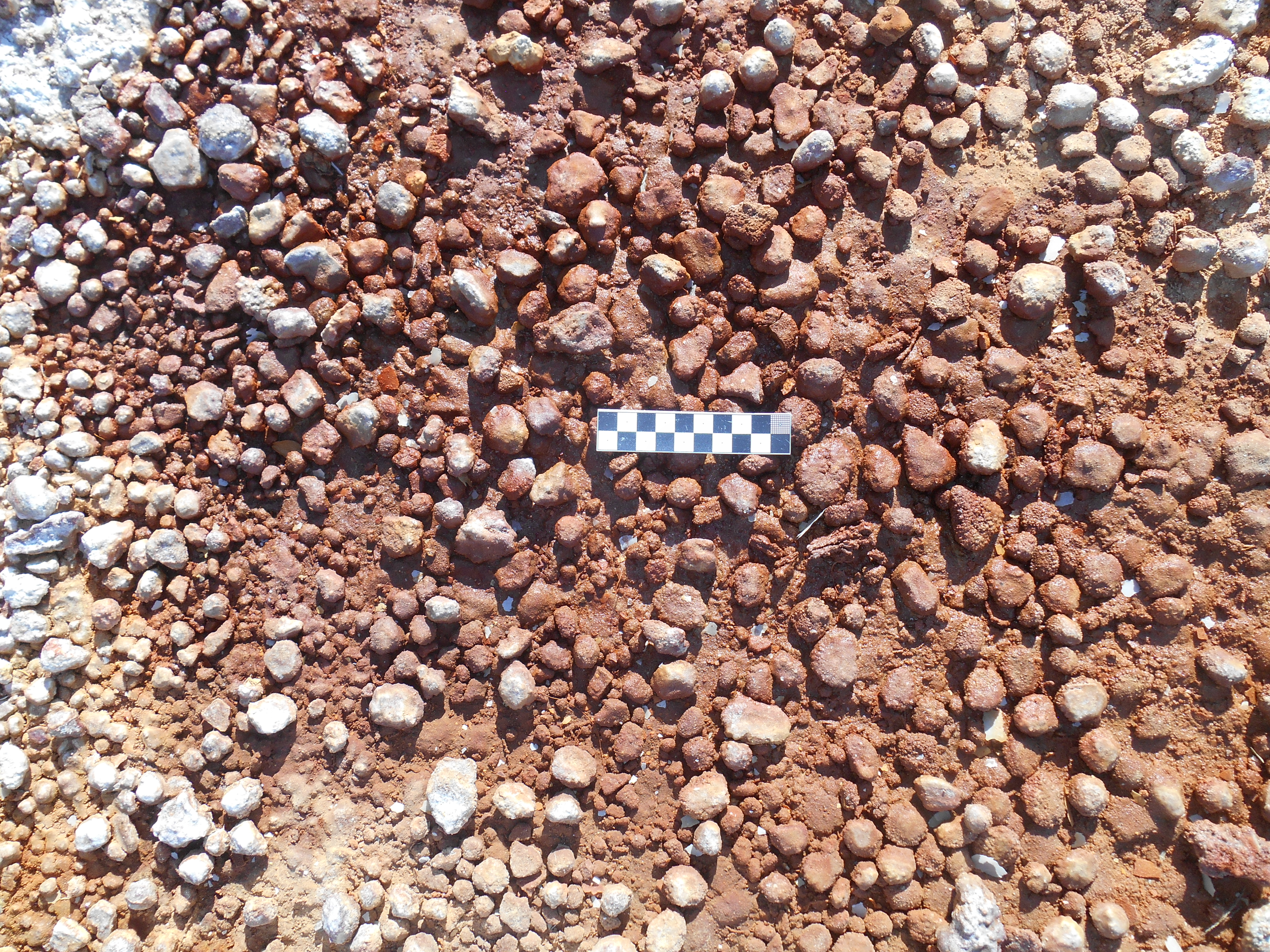
Pisoide ("Perlen") am Crystal Geyser.
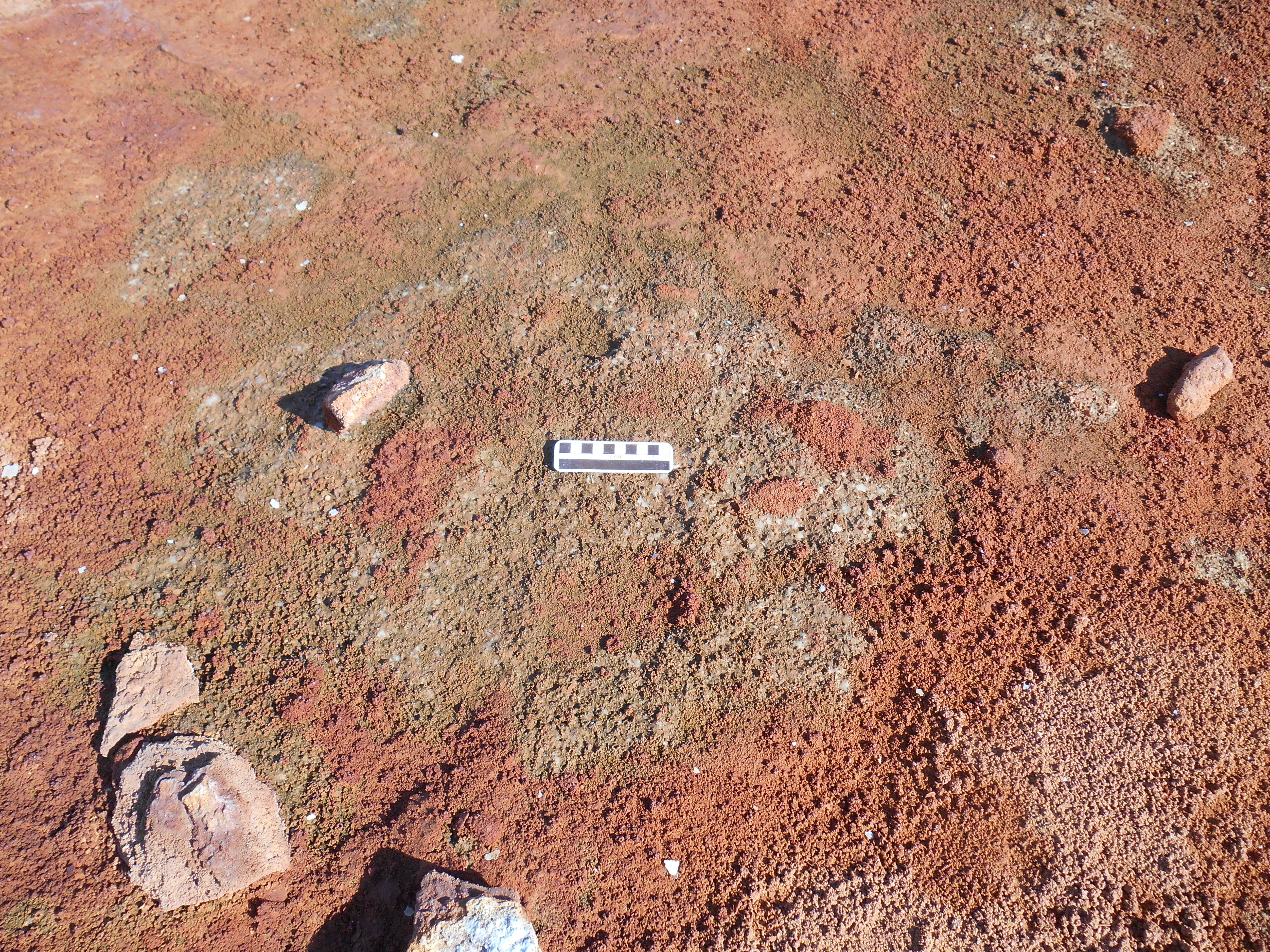
Grüne Färbung durch Mikroben am Crystal Geyser.